# Signor Malaussène
Signor Malaussène (Monsieur Malaussène, 1995) è il quarto romanzo del ciclo di Malaussène, scritto da Daniel Pennac.
Come nei romanzi precedenti, il protagonista è Benjamin Malaussène assieme alla sua numerosa famiglia. Nel romanzo, a metà tra il giallo psicologico ed il grottesco, la drammaticità delle storie di vita quotidiana del clan Malaussene si intreccia con quella di meretrici pentite, riportate sulla retta via da una suora iperattiva che si trasforma in un poliziotto instancabile e determinato per far luce sulla misteriosa scomparsa di alcune delle sue pecorelle smarrite. 
Il romanzo è un viaggio doloroso all'interno dell'animo umano, fatto attraverso i ricordi personali e collettivi dei personaggi che lo compongono, attraverso la loro umanità e compassione reciproca.

## Edizioni
- Daniel Pennac, Signor Malaussène, traduzione di Yasmina Mélaouah, collana Universale Economica, Feltrinelli, 1995,  pp. 448, cap. 69, ISBN 88-07-81433-1.